# Frontbann

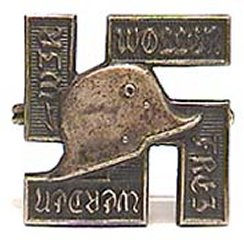
Odznaka członka Frontbann

Frontbann – zreorganizowana organizacja paramilitarna, która powstała w kwietniu 1924 roku w Republice Weimarskiej założona przez Ernsta Röhma w celu zastąpienia SA, która została zakazana po nieudanym puczu monachijskim. We wrześniu tego roku organizacja miała już 30 000 członków by następnie zostać rozwiązana w lutym 1925 r. po zniesieniu zakazu działalności dla SA.

## Historia
Frontbann był zreorganizowaną i przemianowaną wersją SA, który powstał w kwietniu 1924 roku jako jej substytut w następstwie nieudanego „puczu piwiarnianego” z listopada 1923 roku.

### Pozorne zmiany
Narodowosocjalistyczna Niemiecka Partia Robotników, w tym SA, zostały zakazane przez rząd Republiki Weimarskiej po puczu. Partia Nazistowska została na krótko przemianowana na Narodowosocjalistyczną Partię Wolności, aby zachować jej legalność, a SA została przemianowana na Frontbann.
Podobnie jak partia, której służył, Frontbann składał się z tych samych członków i pełnił te same funkcje, co jego poprzednik. Zawierając wielu pierwotnych członków SA nadal był kierowany przez Ernsta Röhma.
Jednostki Frontbannu zostały utworzone w całych Niemczech m.in. Kurt Daluege był liderem jednostki Frontbann w Berlinie, a Martin Bormann był członkiem jednostki w Turyngii.
Organizacja miała w szczytowym momencie około 30 000 członków w całych Niemczech gdy została rozwiązana 27 lutego 1925, kiedy zakaz został zniesiony dla działalności NSDAP i zreformowana z powrotem w SA.

### Umundurowanie
Mundur Frontbanna był podobny do munduru Narodowosocjalistycznej Niemieckiej Partii Robotników i SA. Zamiast brązowej koszuli i brązowej czapki nosili polną szarą koszulę oraz szarą czapkę. Opaska na ramię była zasadniczo taka sama jak ta z partii nazistowskiej. Poza zmianą kolorystyki z brązowej na szarą jedyną zmianą było umieszczenie stalowego hełmu na środku czerwonego naramiennika zamiast czarnej swastyki.

### Struktura
Na czele Frontbannu stanął Ernst Röhm tworząc z zastępcami Naczelne dowództwo, które dzieliło się na Komendy grupowe, które mu podlegały jako naczelne organy poszczególnych regionalnych grup frontowych.
Struktura Frontbannu została ustalona w następujący sposób:
1. Komendy Grupowe
2. Komendy Państwowe
3. Komendy Sekcji
4. Komendanci okręgów
5. Komendanci miejscowi
6. Dowódcy oddziałów szturmowych
7. Grupy
8. Plutony
9. Kompanie
10. Bataliony

Wskutek czego Bataliony wchodziły w skład Kompanii, które tworzyły Plutony, które były Grupowane, by podlegać pod lokalnych Dowódców oddziałów szturmowych, którzy podlegali bezpośrednio pod Komendantów Miejscowych, którzy natomiast podlegali pod Komendanturę Okręgową, a w następstwie Komendę Sekcji, wchodzące w skład Komend Państw Związkowych, które powiązane ze sobą tworzyły Komendy Grupowe, które już bezpośrednio podlegały Dowódcy Frontbannu.

## Komendanci grupowi
- Grupa Nord (Północ) z siedzibą w Berlinie:
  - Komendant: Hauptmann (Kapitan) Hans Peter von Heydebreck (później zastąpiony przez Majora Roberta Holtzmanna a ten zaś przez Hauptmanna Paula Röhrbeina(inne języki))
  - Szef Sztabu: Leutnant (Porucznik) von Winterfeld
- Grupa Mitte (Środek) z siedzibą w Halle:
  - Komendant: Wolf-Heinrich von Helldorff
  - Szef Sztabu: Leutnant (Porucznik) Freiherr von Eberstein
- Grupa Süd (Południe) z siedzibą w Monachium:
  - Komendant: Oberstleutnant (Podpułkownik) von Kapff
  - Szef Sztabu: Rittmeister (Rotmistrz) Freiherr von Thüngen
- Grupa Ost (Wschód) z siedzibą w Salzburgu:
  - Komendant: Hauptmann (Kapitan) Brosche (później zastąpiony przez Inż. Planchela)
  - Szef Sztabu: Hermann Reschny

## Odznaka

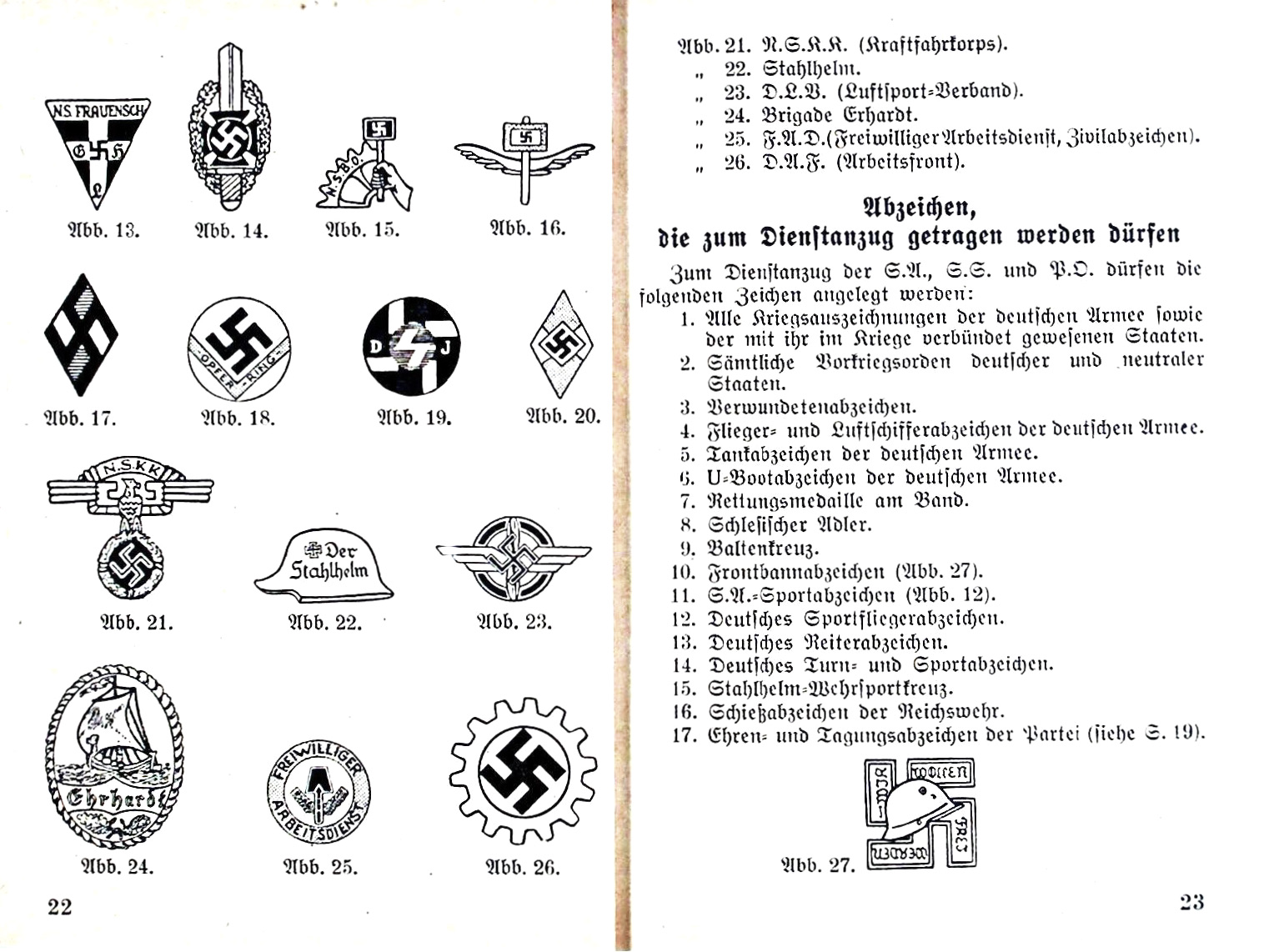
Spis insygniów NSDAP wśród nich odznaka Frontbannisty

Odznaka Frontbann (Frontbannabzeichen) została ustanowiona w 1932 roku przez SA-Gruppe-Berlin-Brandenburg. Była to odznaka upamiętniająca przejściową działalność Frontbann. Aby móc uzyskać i nosić odznakę, należało dołączyć do Frontbann przed 31 grudnia 1927 r. i przed tą datą należeć do partii nazistowskiej lub innej prawicowej organizacji paramilitarnej. Odznaka była w kolorze srebrnym, miała agrafkę z tyłu i mierzyła 20 mm. Składał się ze swastyki z niemieckim hełmem pośrodku; Na herbach swastyki wypisane były słowa WIR-WOLLEN-FREI-WERDEN („Chcemy być wolni”).
Odznaka była wymieniona jako oficjalne odznaczenie partii nazistowskiej w 1933 roku. Pod koniec 1934 roku autoryzacja ta została wycofana, wskutek czego zabroniono nosić ją członkom NSDAP.